# Spilopsyllinae
Die Spilopsyllinae sind eine Unterfamilie der Flöhe mit 25 Gattungen.

## Merkmale
Die Naht zwischen Stirn und Hinterkopf (Sutura frontoepicranialis) ist schwach entwickelt oder fehlt ganz. Die Augen sind gut entwickelt und stark pigmentiert. Die Stirn hat gerundete oder gewinkelte Ränder, ein Stirnhöcker kann vorhanden sein. Das Genalctenidium (Borstenkamm am Kopf) kann vorhanden sein wie bei Spilopsyllus oder fehlen, ebenso das Pronotalctenidium (Borstenkamm am Halsschild). Das Mesepisternum ist vom Mesepimeron (→ Mesothorax) durch einen inneren Vertikalkamm getrennt. Das Episternum III ist gewöhnlich in einen oberen und unteren Teil gegliedert.

## Gattungen
Zur Familie gehören unter anderen folgende Gattungen:
- Actenopsylla
- Cediopsylla
- Euchoplopsyllus
- Hoplopsyllus
- Ornithopsylla
- Spilopsyllus